# Maatlepel

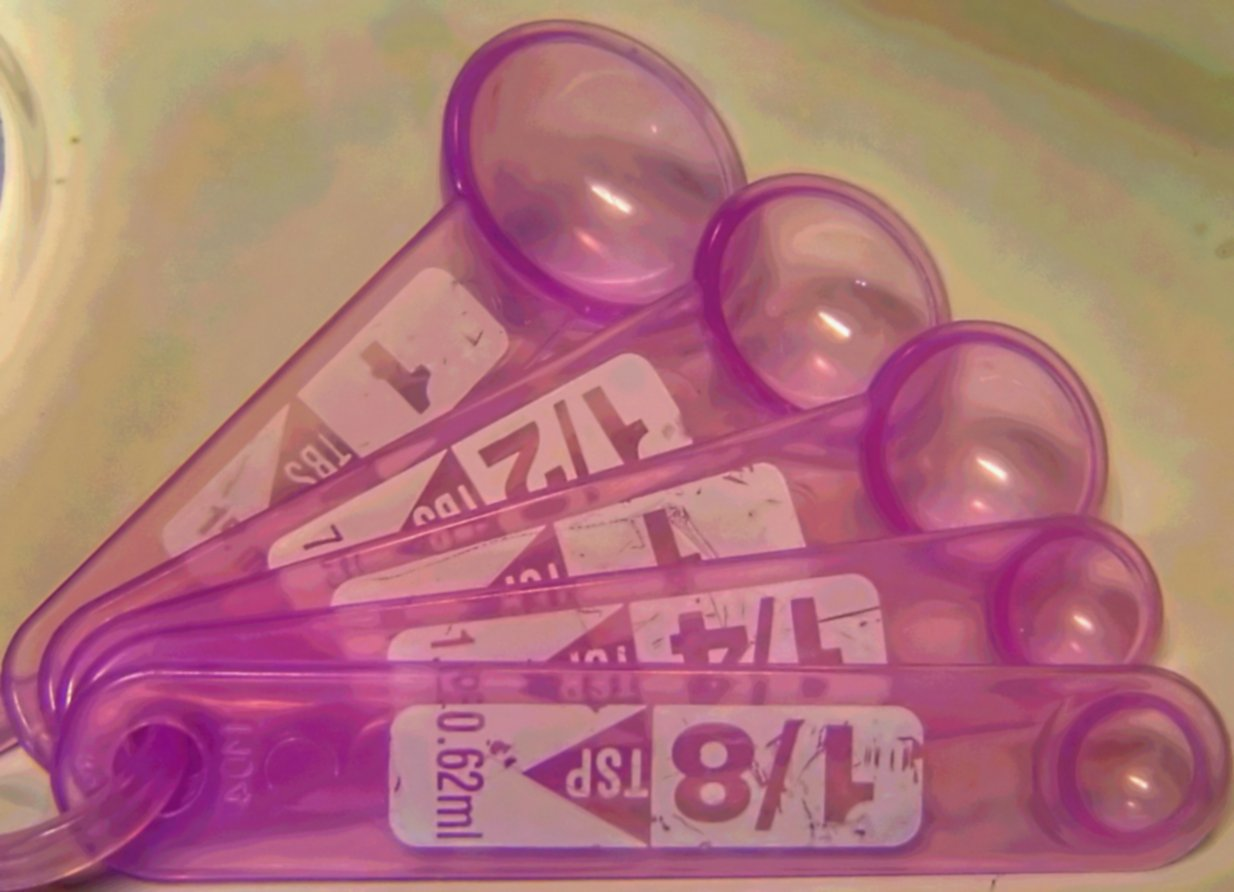
Een set van plastic maatlepels.

Een maatlepel is keukengerei en wordt gebruikt om hoeveelheden af te meten. Er zijn maatlepels van verschillende groottes, zoals een halve theelepel, een theelepel en een eetlepel. In vergelijking met een maatbeker kunnen kleine hoeveelheden veel nauwkeuriger worden afgepast.
dessertlepel · eierlepel · eetlepel ·  groentelepel · ijslepel · juslepel · maatlepel · opscheplepel · pollepel · soeplepel · theelepel